# Toni Najdoski
Toni Najdoski (ur. 4 maja 1970) – macedoński szachista i sędzia szachowy, arcymistrz od 1998 roku.

## Kariera szachowa
Na przełomie lat 80. i 90. XX wieku startował w międzynarodowych turniejach w Nowym Sadzie (1989), Bela Crkvie (1989), Moskwie (1990), Baku (1991), Bledzie (1991) i Budapeszcie (1991), nie osiągając w nich żadnych sukcesów i nie zdobywając nawet międzynarodowego rankingu ELO. Na liście rankingowej FIDE pojawił się dopiero 1 lipca 1996 r., od razu z bardzo wysokim wynikiem 2410 punktów. Kolejne turniejowe partie rozegrał po niecałych dwóch latach, jednak zaledwie w ciągu samego tylko 1998 r. zyskał 166 punktów i otrzymał tytuł arcymistrza (na liście w dniu 1 stycznia 1999 r. notowany był na dzielonym 121-122. miejscu na świecie z wynikiem 2576 pkt). Następnie zanotował spadek notowań (2492 pkt na liście 1 lipca 2000 r.), by po kolejnych sześciu miesiącach awansować do pierwszej setki na świecie, z wynikiem 2601 punktów (dzielone 90-91. miejsce na liście 1 stycznia 2001 r.). Ostatni turniej w dotychczasowej karierze rozegrał w maju 2002 r. w Moskwie, gdzie zajął III m. za Aramem Gazarianem i Arkadijem Wułem (wówczas posiadającymi tytuły mistrzów międzynarodowych).
W jednej z największych baz szachowych ChessBase Megabase 2008 (która zawiera prawie 4 miliony partii) znajduje się zaledwie 15 partii spośród ponad 200, które rozegrał w latach 1996–2002. Są to partie z lat 1999 i 2000, aż w 10 przypadkach przegrane z przeciwnikami posiadającymi o wiele niższe notowania: z Moniką Grabics (2304, Budapeszt 1999, po zaledwie 22 posunięciach), trzy przegrane z zawodnikami o rankingach 2379, 2346 i 2200 (Sangli 2000) oraz sześć porażek na turnieju w Kalkucie (2000, z zawodnikami o rankingach 2424, 2412, 2356, 2306, 2292 i 2257). Te wyniki oraz brak zapisów partii z turniejów, w których zdobył arcymistrzowskie normy i wysokie zyski rankingowe, mogą świadczyć o nieuczciwym sposobie ich zdobycia, co było powodem porównań do „osiągnięć” Alexandru Crișana